# Ніколає-Белческу (Констанца)
Ніколає-Белческу (рум. Nicolae Bălcescu) — село у повіті Констанца в Румунії. Адміністративний центр комуни Ніколає-Белческу.
Село розташоване на відстані 181 км на схід від Бухареста, 31 км на північний захід від Констанци, 118 км на південь від Галаца.

## Населення
За даними перепису населення 2002 року у селі проживали 3108 осіб.
Національний склад населення села:
| Національність | Кількість осіб | Відсоток |
| -------------- | -------------- | -------- |
| румуни         | 3047           | 98,0%    |
| татари         | 40             | 1,3%     |
| цигани         | 13             | 0,4%     |
| угорці         | 5              | 0,2%     |

Рідною мовою назвали:
| Мова      | Кількість осіб | Відсоток |
| --------- | -------------- | -------- |
| румунська | 3087           | 99,3%    |
| татарська | 16             | 0,5%     |